# Rudolf Rahmann
Rudolf Rahmann SVD (* 20. September 1902 in Niederense; † 23. September 1985 in Troisdorf) war ein deutscher Priester, Missionar und Ethnologe.

## Leben
Am 6. Mai 1929 wurde er zum Priester geweiht. Er begann sein Philosophiestudium an der Universität Wien, 1935 zum Dr. phil. promoviert (Gottheiten und Schamanismus bei den Munda-Völkern und ihren dravidischen Nachbarn. Ein Beitrag zur Religion der Primitivstämme des östlichen Vorderindien). Ab 1935 war er Rektor der Katholischen Fu-Jen-Universität. 1952 wurde er an die Universität von San Carlos in Cebu City (Philippinen) berufen 1956 folgte er einem Ruf als ordentlicher Professor an die Universität Freiburg (Schweiz) (Ordinarius der philosophischen Fakultät und er erhielt einen Lehrstuhl für Ethnologie). Er wurde Schriftleiter der Zeitschrift Anthropos, einer internationalen Zeitschrift für Völker- und Sprachenkunde. Von 1964 bis 1970 war er Präsident der San-Carlos Universität. Ab 1977 war er am Anthropos-Institut in St. Augustin tätig.
Rahmann erforschte als Ethnologe die im Aussterben begriffenen Negrito-Stämme von Nord-Negros.

## Auszeichnungen
- Bundesverdienstkreuz 1. Klasse (1978)
- Ehrenbürger der Gemeinde Niederense
- Ehrenmitglied der Schützenbruderschaft St. Hubertus Niederense

## Werke (Auswahl)
- Gottheiten der Primitivstämme im nordöstlichen Vorderindien. in: Anthropos. 31,1/2 (1936), S. 37–96, ISSN 0257-9774 (zugleich Dissertation, Wien 1935).
- mit Gertrudes R. Ang (Hrsg.): Dr. H. Otley Beyer. Dean of Philippine anthropology. A commemorative issue (= San Carlos Publications. Ser. E. Miscellaneous Contributions in the humanities. Nummer 1). University of San Carlos, Cebu City 1968, OCLC 253849808.